# Gutsbezirk Reinhardswald
Gutsbezirk Reinhardswald – obszar wolny administracyjnie (gemeindefreies Gebiet) w Niemczech w kraju związkowym Hesja, w rejencji Kassel, w powiecie Kassel. Teren jest niezamieszkany.